# El paseo de Andalucía
El paseo de Andalucía o La maja y los embozados es un cuadro de Francisco de Goya conservado en el  Museo del Prado y que forma parte de la serie de cartones para tapices. 

## Análisis del cuadro
El paseo de Andalucía o La maja y los embozados, como también se le conoce, es un precedente directo de algunas de las escenas más características de los aguafuertes de los Caprichos en los que el juego del amor y los celos se convierte en el centro argumental de la composición.
Desde 1775, fecha en que Goya se instaló definitivamente en Madrid, hasta 1792, el pintor se dedicó a elaborar una serie de cartones destinados a la Real Fábrica de Tapices de Santa Bárbara de Madrid. Los tapices con los temas de Goya fueron colocados en el palacio de El Pardo de Madrid, distribuidos en distintas estancias. Los cartones se encuentran en el Museo del Prado de esta misma ciudad.
En el verano de 1777, el pintor hizo entrega de una serie que se destinaba a decorar el comedor del Príncipe de Asturias. Estos cartones fueron titulados así: El quitasol, El paseo de Andalucía (o La maja y los embozados), El bebedor y La riña en la venta nueva.
Como era habitual, Goya elige otra escena costumbrista dentro del ambiente del pueblo. La escena presenta unos personajes que, según descripción del propio autor, son unos embozados pidiendo bronca al paso de una pareja de gitanos; la mujer ruega a su acompañante que continúen el camino. El hecho de embozarse (taparse casi el rostro con la capa) era algo muy común en la España de los tiempos de Goya; de esta manera, la persona embozada podía pasear por las calles sin mostrar su identidad y podía esconderse tras la capa para realizar sus fechorías sin ser reconocido. Cuando Carlos III ordenó la prohibición de esta costumbre y del sombrero de ala ancha el pueblo de Madrid lo recibió muy mal y fue uno de los motivos que dieron pie al famoso Motín de Esquilache.
El colorido en este cuadro es claro y alegre, como en el resto de los cartones. Los detalles de los trajes son dignos de admiración, realizados con mucha precisión, sobre todo en el traje de la gitana, en sus bordados y en sus medias. Goya recibió por toda esta serie de cartones 18.000 reales.